# Menina Infinito
Menina Infinito é um romance gráfico brasileiro de Fábio Lyra, lançado em julho de 2008 pela editora Desiderata.
O livro conta a história de Mônica, uma jovem moradora do Rio de Janeiro que, junto com seus amigos Pedro e Malu, vive dramas pessoais, inseguranças, tristezas e alegrias. A história faz referências à cultura pop com diversas citações a filmes e bandas de rock, além de várias menções ao universo indie. As tramas se desenvolvem a partir da rotina de Mônica, em situações comuns do dia a dia.
A personagem Mônica fora criada por Fábio Lyra em 2002 após o autor tomar contato com a literatura de Nick Hornby. Depois de deixar a primeira história "na gaveta" por cerca de um ano, Mônica apareceu em histórias no fanzine Alter(fan)nativo e na revista independente Mosh!. O livro publicado pela Desiderata foi a estreia da personagem em um título próprio e também a primeira obra solo do autor, que só havia participado de coletâneas até então.
Em 2009, Menina Infinito ganhou o Prêmio Angelo Agostini de melhor lançamento.
Em 2015, a editora Beleléu lançou uma revista em quadrinhos semestral de Menina Infinito.